# Boško Balaban
Boško Balaban (Fiume, 15 ottobre 1978) è un ex calciatore croato, di ruolo attaccante.

## Carriera

### Club
Nato a Fiume, cominciò a giocare per la locale squadra del Rijeka e apparve in 97 partite tra il 1995 e il 2000, segnando un totale di 21 gol. Al termine della stagione 1999-2000 risultò essere il capocannoniere della 1. HNL con 15 gol, e attirò l'attenzione di una grande della Croazia, la Dinamo Zagabria. Giocando per la Dinamo Boško riuscì a mantenere il ruolino di marcia dei tempi del Rijeka e ancora una volta fu il miglior realizzatore del campionato 2000-2001 con 14 gol in 25 match. Nella stagione successiva, dopo solo due gare, fu preso dall'Aston Villa con una spesa di 5,8 milioni di sterline, guadagnandosi un contratto di £ 20.000 a settimana (760.000 a stagione).
Balaban non riuscì a trovare la miglior forma al club inglese, sommando solo nove presenze, sette come sostituto, partendo dalla panchina. Forse il problema fu la nostalgia del suo paese, cosicché venne prestato alla Dinamo Zagabria per la stagione 2002-2003: quell'anno andò a segno 15 volte in 24 gare. Balaban è ritenuto il peggior acquisto di sempre dell'Aston Villa, in quanto non riuscì a realizzare neanche un gol e, considerando anche la somma spesa per averlo, venne preso in giro a lungo dai tifosi del Villa. Comunque, nel dicembre 2003 l'Aston Villa rescisse il contratto del croato e lui firmò per il Club Bruges con un trasferimento a costo zero. Nella stagione 2004-2005 segnò 11 gol in 24 presenze per il club; nella stagione 2005-2006 fece 13 reti in 30 partite per il Bruges.
Nel 2007 Balaban è stato collegato a un possibile trasferimento ai Rangers, cosa che lui ha ammesso che avrebbe accettato molto volentieri. Nell'agosto dello stesso anno fa ritorno alla Dinamo Zagabria. Nell'estate 2009 si trasferisce ai greci del Panionios, che aiuta a conquistare la salvezza.

### Nazionale
Balaban è stato un membro della nazionale croata dal 2000 al 2007, benché negli ultimi anni sia apparso raramente da titolare e abbia giocato soprattutto come subentrato nel secondo tempo. In totale ha accumulato 35 presenze internazionali ed ha segnato 10 reti.
Balaban ha esordito con la maglia a scacchi della Croazia in un'amichevole con la Slovacchia il 16 agosto 2000 dopo aver preso regolarmente parte agli incontri dell'Under 21 croata per più di un anno. Al suo debutto segnò il suo primo gol per la Nazionale maggiore proprio in quella partita, che terminò con un pareggio di 1-1. Giocò tutti gli 8 incontri di qualificazione della Croazia ai Mondiali 2002, mettendo a segno 5 gol, inclusa una tripletta contro la Lettonia nella vittoria per 4-1 del 24 marzo 2001. Fu anche tra i 23 convocati della sua Nazionale per il Mondiale asiatico, ma trascorse le tre partite del girone in panchina. Successivamente non apparve in alcuna partita della Croazia tra il febbraio 2003 e l'agosto 2004: perse la fase finale di Euro 2004 e non giocò neanche una partita di qualificazione alla rassegna europea.
Fece il ritorno alle competizioni internazionali in una gara contro la Bulgaria il 9 ottobre 2004, valida per le qualificazioni ai Mondiali 2006 e successivamente apparve in altri quattro match, segnando una doppietta contro l'Islanda il 3 settembre 2005. Fu incluso nella lista dei 23 giocatori per Germania 2006, ma ancora una volta trascorse tre partite a scaldare la panchina.
Ai primi di settembre 2006, il CT croato Slaven Bilić cacciò Balaban e i suoi compagni di squadra Ivica Olić e Darijo Srna dalla selezione croata per il primo match di qualificazione a Euro 2008 contro la Russia, dopo che erano rientrati a tarda notte da una discoteca di Zagabria. Comunque, Balaban fu l'unico dei tre a ritornare in rosa per la successiva gara contro l'Andorra un mese dopo, che fu vinta per 7-0 dalla Croazia. In quel match, Balaban entrò da sostituto dopo un'ora di gioco con la Croazia in vantaggio per 5-0, segnando il più veloce gol di sempre di un nazionale croato, dato che al momento della segnatura erano trascorsi solo 20 secondi dal suo ingresso in campo.

## Statistiche

### Cronologia presenze e reti in nazionale
| Cronologia completa delle presenze e delle reti in nazionale ― Croazia | Cronologia completa delle presenze e delle reti in nazionale ― Croazia | Cronologia completa delle presenze e delle reti in nazionale ― Croazia | Cronologia completa delle presenze e delle reti in nazionale ― Croazia | Cronologia completa delle presenze e delle reti in nazionale ― Croazia | Cronologia completa delle presenze e delle reti in nazionale ― Croazia | Cronologia completa delle presenze e delle reti in nazionale ― Croazia | Cronologia completa delle presenze e delle reti in nazionale ― Croazia |
| Data                                                                   | Città                                                                  | In casa                                                                | Risultato                                                              | Ospiti                                                                 | Competizione                                                           | Reti                                                                   | Note                                                                   |
| ---------------------------------------------------------------------- | ---------------------------------------------------------------------- | ---------------------------------------------------------------------- | ---------------------------------------------------------------------- | ---------------------------------------------------------------------- | ---------------------------------------------------------------------- | ---------------------------------------------------------------------- | ---------------------------------------------------------------------- |
| 16-8-2000                                                              | Bratislava                                                             | Slovacchia                                                             | 1 – 1                                                                  | Croazia                                                                | Amichevole                                                             | 1                                                                      | 71’ 89’                                                                |
| 2-9-2000                                                               | Bruxelles                                                              | Belgio                                                                 | 0 – 0                                                                  | Croazia                                                                | Qual. Mondiali 2002                                                    | -                                                                      | 90’                                                                    |
| 11-10-2000                                                             | Zagabria                                                               | Croazia                                                                | 1 – 1                                                                  | Scozia                                                                 | Qual. Mondiali 2002                                                    | -                                                                      |                                                                        |
| 28-2-2001                                                              | Fiume                                                                  | Croazia                                                                | 1 – 0                                                                  | Austria                                                                | Amichevole                                                             | -                                                                      | 63’ 76’                                                                |
| 24-3-2001                                                              | Osijek                                                                 | Croazia                                                                | 4 – 1                                                                  | Lettonia                                                               | Qual. Mondiali 2002                                                    | 3                                                                      |                                                                        |
| 2-6-2001                                                               | Varaždin                                                               | Croazia                                                                | 4 – 0                                                                  | San Marino                                                             | Qual. Mondiali 2002                                                    | 1                                                                      | 46’                                                                    |
| 6-6-2001                                                               | Riga                                                                   | Lettonia                                                               | 0 – 1                                                                  | Croazia                                                                | Qual. Mondiali 2002                                                    | 1                                                                      | 64’                                                                    |
| 15-8-2001                                                              | Dublino                                                                | Irlanda                                                                | 2 – 2                                                                  | Croazia                                                                | Amichevole                                                             | -                                                                      | 46’                                                                    |
| 1-9-2001                                                               | Glasgow                                                                | Scozia                                                                 | 0 – 0                                                                  | Croazia                                                                | Qual. Mondiali 2002                                                    | -                                                                      |                                                                        |
| 5-9-2001                                                               | Serravalle                                                             | San Marino                                                             | 0 – 4                                                                  | Croazia                                                                | Qual. Mondiali 2002                                                    | -                                                                      | 63’                                                                    |
| 6-10-2001                                                              | Zagabria                                                               | Croazia                                                                | 1 – 0                                                                  | Belgio                                                                 | Qual. Mondiali 2002                                                    | -                                                                      | 62’ 77’                                                                |
| 10-11-2001                                                             | Seul                                                                   | Corea del Sud                                                          | 2 – 0                                                                  | Croazia                                                                | Amichevole                                                             | -                                                                      | 46’                                                                    |
| 13-2-2002                                                              | Fiume                                                                  | Croazia                                                                | 0 – 0                                                                  | Bulgaria                                                               | Amichevole                                                             | -                                                                      | 46’                                                                    |
| 20-11-2002                                                             | Timișoara                                                              | Romania                                                                | 0 – 1                                                                  | Croazia                                                                | Amichevole                                                             | -                                                                      | 46’                                                                    |
| 9-2-2003                                                               | Sebenico                                                               | Croazia                                                                | 2 – 2                                                                  | Macedonia                                                              | Amichevole                                                             | -                                                                      | 46’                                                                    |
| 18-8-2004                                                              | Varaždin                                                               | Croazia                                                                | 1 – 0                                                                  | Israele                                                                | Amichevole                                                             | -                                                                      | 57’ 67’                                                                |
| 9-10-2004                                                              | Zagabria                                                               | Croazia                                                                | 2 – 2                                                                  | Bulgaria                                                               | Qual. Mondiali 2006                                                    | -                                                                      | 69’                                                                    |
| 16-11-2004                                                             | Dublino                                                                | Irlanda                                                                | 1 – 0                                                                  | Croazia                                                                | Amichevole                                                             | -                                                                      | 46’                                                                    |
| 4-6-2005                                                               | Sofia                                                                  | Bulgaria                                                               | 1 – 3                                                                  | Croazia                                                                | Qual. Mondiali 2006                                                    | -                                                                      | 90’                                                                    |
| 17-8-2005                                                              | Spalato                                                                | Croazia                                                                | 1 – 1                                                                  | Brasile                                                                | Amichevole                                                             | -                                                                      | 78’                                                                    |
| 3-9-2005                                                               | Reykjavík                                                              | Islanda                                                                | 1 – 3                                                                  | Croazia                                                                | Qual. Mondiali 2006                                                    | 2                                                                      |                                                                        |
| 7-9-2005                                                               | Ta' Qali                                                               | Malta                                                                  | 1 – 1                                                                  | Croazia                                                                | Qual. Mondiali 2006                                                    | -                                                                      | 68’                                                                    |
| 12-10-2005                                                             | Budapest                                                               | Ungheria                                                               | 0 – 0                                                                  | Croazia                                                                | Qual. Mondiali 2006                                                    | -                                                                      |                                                                        |
| 12-11-2005                                                             | Coimbra                                                                | Portogallo                                                             | 2 – 0                                                                  | Croazia                                                                | Amichevole                                                             | -                                                                      | 75’                                                                    |
| 23-5-2006                                                              | Vienna                                                                 | Austria                                                                | 1 – 4                                                                  | Croazia                                                                | Amichevole                                                             | 1                                                                      | 57’                                                                    |
| 28-5-2006                                                              | Osijek                                                                 | Croazia                                                                | 2 – 2                                                                  | Iran                                                                   | Amichevole                                                             | -                                                                      | 75’                                                                    |
| 3-6-2006                                                               | Wolfsburg                                                              | Croazia                                                                | 0 – 1                                                                  | Polonia                                                                | Amichevole                                                             | -                                                                      | 73’                                                                    |
| 7-6-2006                                                               | Lancy                                                                  | Croazia                                                                | 1 – 2                                                                  | Spagna                                                                 | Amichevole                                                             | -                                                                      | 88’                                                                    |
| 16-8-2006                                                              | Livorno                                                                | Italia                                                                 | 0 – 2                                                                  | Croazia                                                                | Amichevole                                                             | -                                                                      | 62’                                                                    |
| 7-10-2006                                                              | Zagabria                                                               | Croazia                                                                | 7 – 0                                                                  | Andorra                                                                | Qual. Euro 2008                                                        | 1                                                                      | 60’                                                                    |
| 7-2-2007                                                               | Fiume                                                                  | Croazia                                                                | 2 – 1                                                                  | Norvegia                                                               | Amichevole                                                             | -                                                                      | 62’                                                                    |
| 24-3-2007                                                              | Zagabria                                                               | Croazia                                                                | 2 – 1                                                                  | Macedonia                                                              | Qual. Euro 2008                                                        | -                                                                      | 80’                                                                    |
| 2-6-2007                                                               | Tallinn                                                                | Estonia                                                                | 0 – 1                                                                  | Croazia                                                                | Qual. Euro 2008                                                        | -                                                                      | 84’                                                                    |
| 22-8-2007                                                              | Sarajevo                                                               | Bosnia ed Erzegovina                                                   | 3 – 5                                                                  | Croazia                                                                | Amichevole                                                             | -                                                                      | 84’                                                                    |
| 12-9-2007                                                              | Andorra la Vella                                                       | Andorra                                                                | 0 – 6                                                                  | Croazia                                                                | Qual. Euro 2008                                                        | -                                                                      | 46’                                                                    |
| Totale                                                                 |                                                                        | Presenze                                                               | 35                                                                     |                                                                        | Reti                                                                   | 10                                                                     |                                                                        |

## Palmarès

### Competizioni nazionali
- Prva HNL: 3

Dinamo Zagabria: 2002-2003, 2006-2007, 2007-2008
- Coppa di Croazia: 3

Dinamo Zagabria: 2000-2001, 2006-2007, 2007-2008
- Campionato belga: 1

Club Bruges: 2004-2005
- Supercoppa del Belgio: 1

Club Bruges: 2005

### Individuale
- Miglior calciatore del campionato croato: 1

2001